# Finale della Coppa UEFA 1989-1990
La finale della 19ª edizione della Coppa UEFA fu disputata in gara di andata e ritorno tra Juventus e Fiorentina.
Il 2 maggio 1990 allo stadio Comunale Vittorio Pozzo di Torino la partita di andata, arbitrata dallo spagnolo Emilio Soriano Aladrén, finì 3-1 per i padroni di casa. La gara di ritorno si disputò due settimane dopo, in campo neutro, allo stadio Partenio di Avellino e fu arbitrata dal tedesco occidentale Aron Schmidhuber: il match terminò 0-0 e ad aggiudicarsi il trofeo fu la squadra piemontese.

## Le squadre
| Squadre    | Partecipazioni precedenti (il grassetto indica la vittoria) |
| ---------- | ----------------------------------------------------------- |
| Juventus   | 1 (1977)                                                    |
| Fiorentina | Nessuna                                                     |

## Il cammino verso la finale

Juventus e Paris Saint-Germain entrano in campo a Torino per il retour match dei sedicesimi di finale

La Juventus di Dino Zoff esordì contro i polacchi del Górnik Zabrze vincendo con un risultato aggregato di 5-2: un passaggio del turno velato di tristezza, poiché proprio andando a visionare oltrecortina i prossimi avversari, il 3 settembre 1989 era scomparso in un incidente automobilistico il tecnico in seconda e bandiera bianconera Gaetano Scirea. Ai sedicesimi di finale i torinesi affrontarono i francesi del Paris Saint-Germain, superandoli con un risultato complessivo di 3-1. Nel turno successivo i tedeschi orientali del Karl-Marx-Stadt furono battuti sia all'andata sia al ritorno rispettivamente coi risultati di 2-1 e 1-0. Ai quarti i Bianconeri affrontarono i tedeschi occidentali dell'Amburgo, passando il turno grazie a un 2-0 esterno che rese ininfluente la successiva sconfitta casalinga 1-2. In semifinale fu la volta di un'altra squadra teutonica, il Colonia, che fu sconfitta grazie al 3-2 di Torino e al pareggio a reti inviolate nel retour match in Germania Ovest.
La Fiorentina, inizialmente affidata a Bruno Giorgi, debuttò contro gli spagnoli dell'Atlético Madrid, pareggiando sia all'andata sia al ritorno 1-1, e superando il turno solo ai tiri di rigore dove prevalse per 3-1. Nel secondo turno i toscani affrontarono i francesi del Sochaux, battendoli grazie alla regola dei gol fuori casa in virtù del pareggio in Francia per 1-1 e allo 0-0 di Perugia – campo casalingo dei Viola in Europa per questa stagione, a causa della ristrutturazione del Comunale di Firenze in vista del campionato del mondo 1990. Agli ottavi i sovietici della Dinamo Kiev furono sconfitti all'andata 1-0, pertanto il pari a reti inviolate nel ritorno in Ucraina fu una formalità. Ai quarti di finale i Gigliati affrontarono ancora una squadra transalpina, l'Auxerre, battendola con un doppio 1-0. Con la Fiorentina nel frattempo passata in mano a Francesco Graziani, in semifinale i tedeschi occidentali del Werder Brema (che avevano eliminato i detentori del Napoli) furono battuti ancora una volta con la regola dei gol in trasferta (1-1 e 0-0).

## Le partite

### Andata

Il terzino viola Volpecina e l'attaccante bianconero Schillaci inseguono la palla nel corso della sfida di andata a Torino

Va in scena, per la prima volta nella storia delle coppe europee, una finale tutta italiana tra la Juventus, grande favorita per via di un cammino continentale fatto di 8 vittorie, un pari e una sconfitta, e la Fiorentina, giunta tra alterne fortune in finale con soli 6 gol all'attivo oltreché in cerca di riscatto in Europa a fronte di un deludente campionato che, al contrario, l'ha vista impelagata nella lotta per non retrocedere. La sfida è inoltre molto sentita dalla tifoseria toscana per via del loro storico livore verso i Bianconeri.
La gara di andata a Torino vede un avvio al fulmicotone: i padroni di casa partono forte e già al 3' vanno in vantaggio con Galia, ma vengono subito riacciuffati al 10' dal gol dell'ex Buso. Tuttavia nella ripresa i Viola perdono d'intensità, pagando oltremodo la scarsa vena offensiva già palesata nel corso della manifestazione; i piemontesi ne approfittano cinicamente con Casiraghi e De Agostini, rispettivamente al 59' (con vivaci recriminazioni degli ospiti, per un presunto fallo su Pin in avvio di azione) e al 73', chiudendo la partita e ipotecando il trofeo in vista della gara di ritorno.

### Ritorno
Due settimane dopo, la Fiorentina è chiamata a ribaltare l'esito del doppio confronto nella sfida di ritorno: questa è in programma sul campo neutro di Avellino, a causa della squalifica comminata dall'UEFA per le intemperanze dei tifosi viola dapprima nella semifinale di Perugia col Werder Brema, poi reiterate nella succitata sfida in Piemonte.

Il mediano fiorentino Dunga contrastato dal libero juventino Alejnikov nella partita di ritorno sul neutro di Avellino.

L'ambiente toscano appare tuttavia destabilizzato sia per la scelta della sede di gara – una decisione della società fiorentina (preferita a ipotesi quali Bari o Lecce per ragioni di distanza geografica) ma di fatto un autogol a livello ambientale, che relega la squadra a giocare in un "feudo" del tifo bianconero –, sia per le sempre più insistenti voci di calciomercato che vogliono il loro numero dieci Roberto Baggio in procinto di accasarsi proprio ai torinesi (come verrà ufficializzato il giorno dopo la finale). Dall'altra parte, la Juventus è in cerca del secondo trofeo stagionale dopo la vittoria della Coppa Italia, per un double continentale decisamente inaspettato alla luce di quelle che erano le modeste ambizioni del club, in una fase di transizione, ai nastri di partenza dell'annata.
I Gigliati sono giocoforza deputati a fare la gara, ma Baggio non riesce a incidere più di tanto e ogni sortita offensiva dei toscani è contrastata dalle parate del portiere bianconero Tacconi. Neanche l'espulsione di Bruno al 58', per somma di ammonizioni, riesce a scalfire l'assetto dei torinesi, sicché la gara rimane bloccata sullo 0-0 fino al triplice fischio, quando la Juventus può festeggiare il suo secondo successo nella competizione (primato tra i club italiani), eguagliando l'allora record di titoli vinti stabilito in precedenza da Liverpool, Borussia M'gladbach, Tottenham, Real Madrid e IFK Göteborg.
Con questa vittoria, inoltre, il tecnico Zoff diventa il primo a conquistare la Coppa UEFA dopo averla già vinta da calciatore – nell'edizione 1976-1977, sempre con la squadra piemontese –, un record in seguito eguagliato solo da Huub Stevens e Diego Simeone; mentre Tacconi e Brio entrano nella ristretta cerchia dei giocatori vincitori di tutte le maggiori competizioni confederali.
Infine la Fiorentina diventa il secondo club, dopo l'Amburgo, ad aver perso almeno una finale in ciascuna delle tre storiche e principali competizioni UEFA stagionali; in precedenza, infatti, era stata sconfitta nelle finali di Coppa dei Campioni 1956-1957 contro il Real Madrid e di Coppa delle Coppe 1961-1962 contro l'Atlético Madrid. Un primato negativo che sarà ulteriormente rimarcato, nell'ambito delle quattro principali competizioni confederali a eliminazione diretta, esistenti o soppresse, con la sconfitta nella finale della UEFA Europa Conference League 2022-2023 contro il West Ham Utd.

## Tabellini

### Andata
| Arbitro: | Emilio Soriano Aladrén |

|                                        |           |          |
| Galia 3’ Casiraghi 59’ De Agostini 73’ | Marcatori | 10’ Buso |

| Juventus | Fiorentina |

| Juventus     |    |                     |     |     |
|              |    |                     |     |     |
| P            | 1  | Stefano Tacconi     | 87’ |     |
| D            | 2  | Nicolò Napoli       |     |     |
| D            | 3  | Luigi De Agostini   |     |     |
| C            | 4  | Roberto Galia       |     |     |
| D            | 5  | Sergio Brio         |     | 46’ |
| D            | 6  | Dario Bonetti       | 85’ |     |
| C            | 7  | Sergej Alejnikov    |     |     |
| C            | 8  | Rui Barros          |     |     |
| A            | 9  | Pierluigi Casiraghi |     |     |
| C            | 10 | Giancarlo Marocchi  |     |     |
| A            | 11 | Salvatore Schillaci |     |     |
| Substitutes: |    |                     |     |     |
| C            | 14 | Angelo Alessio      |     | 46’ |
| Allenatore:  |    |                     |     |     |
| Dino Zoff    |    |                     |     |     |

| Fiorentina         |    |                    |     |     |
|                    |    |                    |     |     |
|                    |    |                    |     |     |
| P                  | 1  | Marco Landucci     |     |     |
| D                  | 2  | Antonio Dell'Oglio |     |     |
| D                  | 3  | Giuseppe Volpecina |     |     |
| C                  | 4  | Dunga              |     |     |
| D                  | 5  | Celeste Pin        |     |     |
| D                  | 6  | Sergio Battistini  |     |     |
| A                  | 7  | Marco Nappi        | 78’ |     |
| C                  | 8  | Luboš Kubík        |     | 46’ |
| A                  | 9  | Renato Buso        |     |     |
| C                  | 10 | Roberto Baggio     |     |     |
| C                  | 11 | Alberto Di Chiara  |     |     |
| Substitutes:       |    |                    |     |     |
| D                  | 13 | Alberto Malusci    |     | 46’ |
| Allenatore:        |    |                    |     |     |
| Francesco Graziani |    |                    |     |     |

### Ritorno
| Avellino 16 maggio 1990, ore 20:25 | Fiorentina       | 0 – 0 referto | Juventus | Stadio Partenio (30 999 spett.)\| Arbitro: \| Aron Schmidhuber \| |
| Arbitro:                           | Aron Schmidhuber |               |          |                                                                   |

| Fiorentina | Juventus |

| Fiorentina         |    |                    |     |     |
|                    |    |                    |     |     |
|                    |    |                    |     |     |
| P                  | 1  | Marco Landucci     |     |     |
| D                  | 2  | Antonio Dell'Oglio | 27’ |     |
| D                  | 3  | Giuseppe Volpecina |     |     |
| C                  | 4  | Dunga              |     |     |
| D                  | 5  | Celeste Pin        |     |     |
| D                  | 6  | Sergio Battistini  |     |     |
| A                  | 7  | Marco Nappi        | 52’ | 72’ |
| C                  | 8  | Luboš Kubík        |     |     |
| A                  | 9  | Renato Buso        | 72’ |     |
| C                  | 10 | Roberto Baggio     |     |     |
| C                  | 11 | Alberto Di Chiara  | 84’ |     |
| Sostituzioni:      |    |                    |     |     |
| C                  | 16 | Mauro Zironelli    |     | 72’ |
| Allenatore:        |    |                    |     |     |
| Francesco Graziani |    |                    |     |     |

| Juventus      |    |                     |          |     |
|               |    |                     |          |     |
| P             | 1  | Stefano Tacconi     |          |     |
| D             | 2  | Nicolò Napoli       |          |     |
| D             | 3  | Luigi De Agostini   |          |     |
| D             | 4  | Roberto Galia       |          |     |
| D             | 5  | Pasquale Bruno      | 41’, 63’ |     |
| C             | 6  | Angelo Alessio      |          |     |
| C             | 7  | Sergej Alejnikov    | 55’      |     |
| C             | 8  | Rui Barros          |          | 72’ |
| A             | 9  | Pierluigi Casiraghi |          | 78’ |
| C             | 10 | Giancarlo Marocchi  |          |     |
| A             | 11 | Salvatore Schillaci |          |     |
| Sostituzioni: |    |                     |          |     |
| D             | 14 | Massimiliano Rosa   |          | 78’ |
| C             | 15 | Salvatore Avallone  |          | 72’ |
| Allenatore:   |    |                     |          |     |
| Dino Zoff     |    |                     |          |     |